# Afganisztán a 2008. évi nyári olimpiai játékokon
Afganisztán a kínai Pekingben megrendezett 2008. évi nyári olimpiai játékok egyik részt vevő nemzete volt. Az országot az olimpián 2 sportágban 4 sportoló képviselte, akik összesen 1 érmet szereztek.

## Érmesek
| Érem  | Versenyző       | Sportág   | Versenyszám   |
| ----- | --------------- | --------- | ------------- |
| Bronz | Rohullah Nikpai | Taekwondo | Férfi légsúly |

## Atlétika
Férfi
| Versenyző    | Versenyszám | Előfutam | Előfutam | Előfutam | Negyeddöntő | Negyeddöntő | Negyeddöntő | Elődöntő | Elődöntő | Elődöntő | Döntő   | Döntő    |
| Versenyző    | Versenyszám | Idő      | Hely.    | Össz.    | Idő         | Hely.       | Össz.       | Idő      | Hely.    | Össz.    | Idő     | Helyezés |
| ------------ | ----------- | -------- | -------- | -------- | ----------- | ----------- | ----------- | -------- | -------- | -------- | ------- | -------- |
| Masoud Azizi | 100 m       | 11,45    | 8.       | 76.      | kiesett     | kiesett     | kiesett     | kiesett  | kiesett  | kiesett  | kiesett | kiesett  |

Női
| Versenyző         | Versenyszám | Előfutam | Előfutam | Előfutam | Negyeddöntő | Negyeddöntő | Negyeddöntő | Elődöntő | Elődöntő | Elődöntő | Döntő   | Döntő    |
| Versenyző         | Versenyszám | Idő      | Hely.    | Össz.    | Idő         | Hely.       | Össz.       | Idő      | Hely.    | Össz.    | Idő     | Helyezés |
| ----------------- | ----------- | -------- | -------- | -------- | ----------- | ----------- | ----------- | -------- | -------- | -------- | ------- | -------- |
| Robina Muqim Yaar | 100 m       | 14,80    | 8.       | 85.      | kiesett     | kiesett     | kiesett     | kiesett  | kiesett  | kiesett  | kiesett | kiesett  |

## Taekwondo
Férfi
| Versenyző       | Versenyszám | Nyolcaddöntő              | Negyeddöntő                 | Elődöntő          | Vigaszág elődöntő          | Bronz- mérkőzés                | Döntő             | Helyezés |
| Versenyző       | Versenyszám | Ellenfél Eredmény         | Ellenfél Eredmény           | Ellenfél Eredmény | Ellenfél Eredmény          | Ellenfél Eredmény              | Ellenfél Eredmény | Helyezés |
| --------------- | ----------- | ------------------------- | --------------------------- | ----------------- | -------------------------- | ------------------------------ | ----------------- | -------- |
| Rohullah Nikpai | Légsúly     | Levent Tuncat (GER) · 4-3 | Guillermo Pérez (MEX) · 1-2 |                   | Michael Harvey (GBR) · 2-1 | Juan Antonio Ramos (ESP) · 4-1 |                   |          |
| Nesar Bahave    | Pehelysúly  | Mark López (USA) · 0-3    |                             |                   | Daniel Manz (GER) · 3-4    | kiesett                        |                   | 7.       |